# Sigmatomera rufa
Sigmatomera rufa är en tvåvingeart som först beskrevs av Hudson 1895.  Sigmatomera rufa ingår i släktet Sigmatomera och familjen småharkrankar. Inga underarter finns listade i Catalogue of Life.